# Anne Kirkbride
Anne Kirkbride (ur. 21 czerwca 1954 w Oldhamie, zm. 19 stycznia 2015 w Manchesterze) – brytyjska aktorka.
Od 1972 występowała jako Deirdre Hunt w serialu Coronation Street. Jej atrybutem rozpoznawczym były duże okulary.
Zmarła po krótkiej chorobie na raka piersi.